# Гармата зі скріпленим стволом

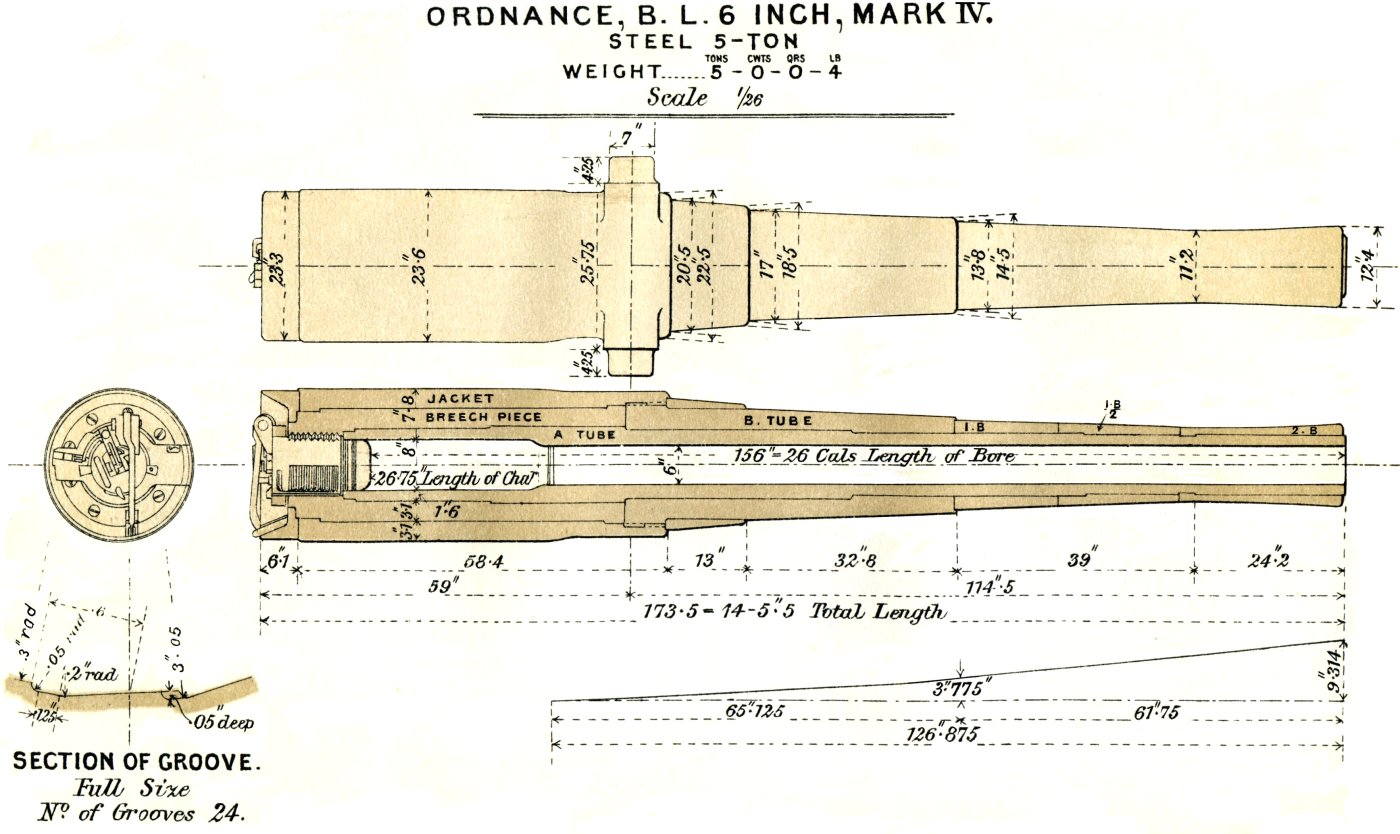
Схема на якій зображено компоненти гармати зі скріпленим стволом. В цьому випадку це британська морська гармата BL 6-inch Mark IV 1880-х.

Гармата зі скріпленим стволом — артилерійське озброєння зі спеціально посиленим стволом. Внутрішня металева труба витягується до її границі текучості під тиском порохових газів для передачі напруження на зовнішні циліндри, які перебувають під напругою. Концентричні металеві циліндри або обмотки дротів повинні зменшити вагу які потрібна для протидії тиску порохових газів, які штовхають снаряд стволом. Конструкції зі скріпленим стволом нормою для гармат, які використовували на дредноутах в 20-ому столітті та у сучасних залізничних гарматах, береговій артилерії, а також характерна для облогових гармат часів Другої світової.

## Історія
Швидкість та відстань стрільби артилерії напряму залежала від тиску який створював димний або бездимний порох. Гармата може деформуватися (або вибухнути) якщо тиск деформує ствол більше за пружну межу металу з якого зроблено гармату. Товщина гомогенних металевих стволів досягла корисної межі приблизно на половину калібру. Додаткова товщина забезпечувала невелику практичну вигоду, оскільки більш високий тиск утворював тріщини від дулового зрізу до того, як зовнішня частина циліндра могла реагувати, і ці тріщини збільшувалися під час наступних пострілів.
У 1876 році в «Giornale d'Artiglieria» був опублікований трактат Клаверіно «Стійкість порожнистих циліндрів». Ідея полягала в тому, щоб надати зовнішній частині гармати початкову напруженість, яка поступово зменшується при переході до внутрішньої частини, а тому внутрішні частини знаходяться у нормальному стані тиску при цьому внутрішні частини забезпечують нормальний стан стиснення завдяки зовнішнім циліндрам та обмоткам дроту. Теоретично максимальну продуктивність можна отримати коли внутрішній циліндр який утворює нарізний ствол стиснений до свого еластичного ліміту навколишніми елементами перед пострілом, а під час пострілу розширюється до свого еластичного ліміту внутрішніми газами.

## Термінологія

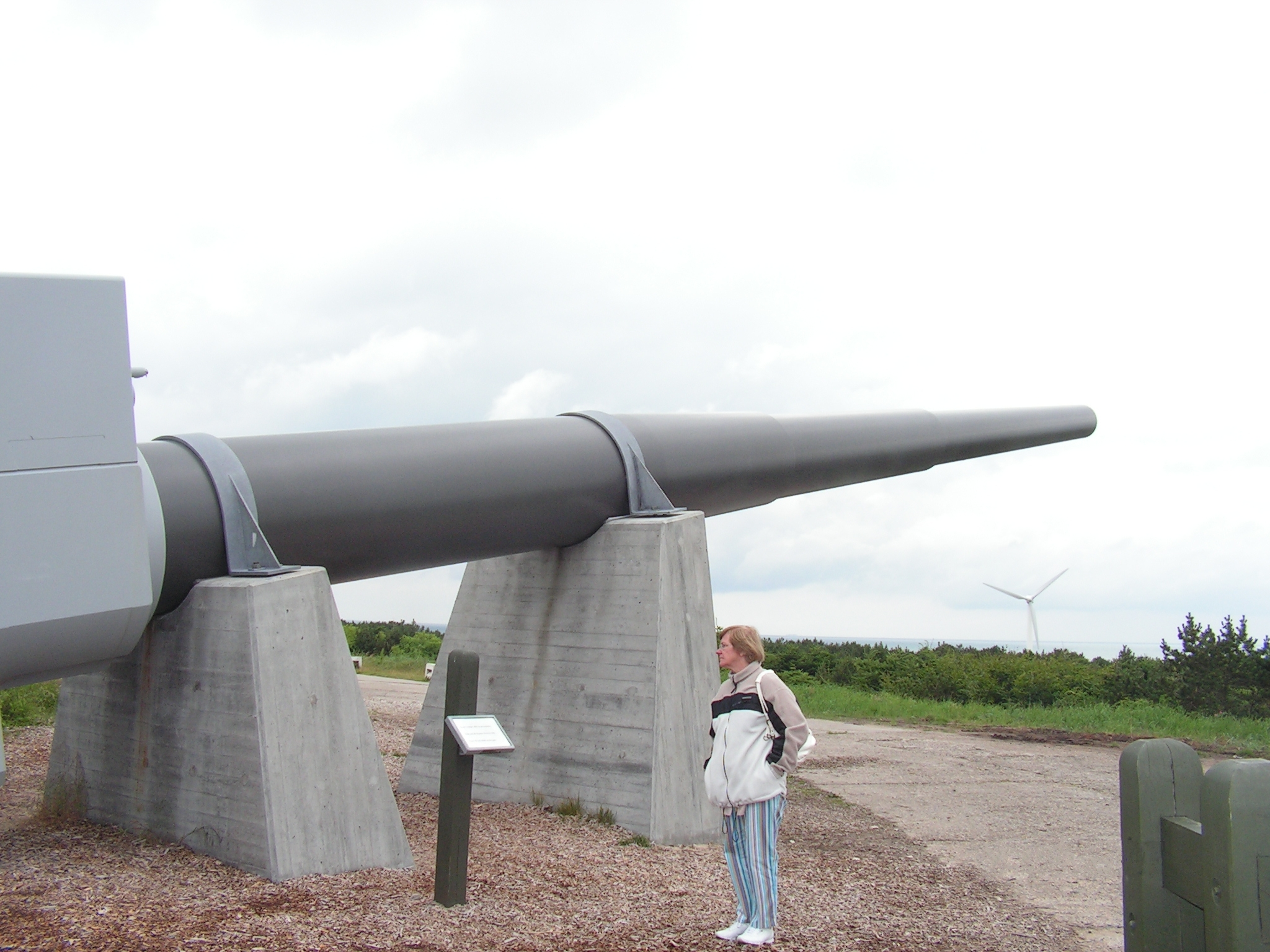
Різкі ступінчасті зміни діаметрів вказують на передню частину зовнішніх напружених циліндрів.

Самий внутрішній циліндр який утворює камору та нарізний ствол має назву труба або лейнер. Другий циліндр другого шару має назву кожух і спрямований назад від камори для розміщення затвора. Кожух може простягатися вздовж всього ствола до дула вкриваючи область високого тиску та відкотний повзун.  Передня частина може бути конічна до дула тому, що потрібна менша сила для зменшення тиску при проході снаряду. Ця конічна частина ствола має назву дульна частина. Дуже великі гармати інколи мають короткі зовнішні циліндри які мають назву кільця, їх ставлять коли виробничі обмеження роблять кожухи повної довжини не практичними.  Кільця перед повзуном мають назву кільця дульної частини. Кожух або переднє кільце дульної частини може вигинатися назовні у формі колоколу для зміцнення конструкції і зменшення розщеплення, тому що у цьому місці метал тонкий.  Зазвичай використовують чотири-п'ять шарів кілець.  Шари позначені у алфавітному порядку де "A" це внутрішня труба, "B" це кожух та кільця, вкриті ходовим кільцем "C", які вкрите ходовим кільцем "D" тощо.  Кожне ходове кільце має свій номер рахуючи від затвора, кожух B1, дульне кільце B2 та кожухове кільце C1, кільце C2 тощо. Послідовні ходові кільця, зазвичай, розташовані в шаховому порядку, а індивідуальні ходові кільця перекривають з'єднання для зменшення слабких місць у точках з'єднань. Діаметр циліндра може змінюватися шляхом включення оброблених буртиків, які допомагають запобігти поздовжньому переміщенню внутрішнього циліндра в зовнішньому циліндрі під час пострілу.  Буртики також розташовані в шаховому порядку для зменшення слабкості.

## Порядок збірки
Після того як труба, кожух та кільця обточені до потрібних розмірів, кожух обережно нагрівають до 400 градусів Цельсія у вертикальній повітряній печі, що дозволяє встановити кожух, який розширився завдяки теплу, встановити на холодну трубу. Потім коли кожух встановлено на місце, його охолоджують щоб він щільно сів на трубу.  Наступне кільце (B2 або C1) також нагріваються, щоб трубу A та кожух B1 можливо було встановити на потрібну позицію.  Зібраний блок можна обробити до встановлення наступного кільця.  Тож процес нагрівання та охолодження кілець триває до встановлення всіх елементів. Коли замість встановлення ходових кілець використовують обмотку дротами, дріт яким обмотують напружний циліндр також називають кожух.

## Лейнери
Після кожного пострілу порохові гази плавлять частину ствола. Цей розплавлений метал окислюється або вистрілюється з дула, через що ствол зношується до такого ступеня, що розсіювання снарядів є неприйнятним. Після кількох сотень пострілів, гармату можна відновити шляхом свердлування ствола та встановлення лейнеру (вкладишу). Зовнішні циліндри нагріваються до температури приблизно у 200 градусів Цельсія для встановлення нового лейнеру, який свердлять після встановлення і роблять нарізку.  Новий лейнер можна свердлити під інший калібр. Лейнери можуть бути циліндричними або конічними. Конічні лейнери звужуються в сторону дула, що допомагає вийняти їх через затвор, але і не дає рухатися їм вперед під час пострілу. Конічні лейнери можна вийняти після нагрівання ствола та охолодження самого лейнера водою, а от циліндричні лейнери треба висвердлювати.

## Моноблочні гармати
Великі гармати застаріли протягом Другої світової війни, а розвиток металургії призвів до появи моноблочних післявоєнних гармат середнього калібру. Під час процесу автофретирування, трубу моноблочного ствола заповнюються під тиском гідравлічною рідиною, при чому цей тиск більший за тиск який буде при пострілі.  Після зменшення гідравлічного тиску, внутрішній діаметр моноблочної труби збільшиться приблизно на 6%. Зовнішня частина стискається до приблизно початкового діаметру і впливає на внутрішню частину так само, як окремі циліндри у гарматі зі скріпленим стволом.